# Tadashi Tokieda
Tadashi Tokieda (en japonais : 時枝 正), né 2 avril 1968 à Tokyo, est un mathématicien japonais, travaillant en physique mathématique. Il est professeur de mathématiques à l'université de Stanford. Auparavant, il était directeur des études en mathématiques à Trinity Hall, à l'université de Cambridge. 
Il est connu pour son approche ludique des sciences en expliquant des concepts complexes à partir de la manipulation d'objets simples ou de jouets.
En comparaison avec la plupart des mathématiciens, il a eu un parcours atypique dans la vie : il a commencé en tant que peintre, puis est devenu un philologue classique, avant de se consacrer aux mathématiques.

## Biographie et carrière
Tokieda est né au Japon et a grandi en se destinant à une carrière de peintre. Il est ensuite scolarisé en France et poursuit des études en tant que philologue classique, avec une thèse de troisième cycle en grec ancien. Selon sa page personnelle, il a ensuite appris les mathématiques de base à partir de collections russes de problèmes.
Il obtient son diplôme classique, en 1989 de l'université Jochi de Tokyo, puis en 1991 une licence de l'université d'Oxford en mathématiques, où il a étudié en bénéficiant d'une bourse du British Council, et en 1992, une maîtrise de l'université de Princeton.
Il a obtenu son doctorat à l'université de Princeton, sous la supervision de William Browder.
En 2004, il est élu fellow de Trinity Hall, où il est maintenant le directeur des études en mathématiques et Stephan et Thomas Körner Fellow.
Il a également enseigné à l'Institut africain des sciences mathématiques.
Il publie régulièrement des vidéos de mathématiques sur la chaîne YouTube « Numberphile », et aborde divers sujets mathématico-ludiques, tels que le ruban de Möbius.

## Prix et distinctions
Il reçoit une bourse de la William and Flora Hewlett Foundation en 2013-2014 au Radcliffe Institute for Advanced Study à l'université Harvard.
Durant l'année scolaire 2015-2016, il est professeur invité « Poincaré » à l'université Stanford.
En 2014, il est lauréat du Paul R. Halmos–Lester R. Ford Award.
Il parle couramment le japonais, le français et l'anglais et connaît le grec, le latin, le chinois classique, le finlandais, l'espagnol, et le russe. Jusqu'à présent, il a vécu dans six pays.

## Sélection de publications
- (en) Tadashi Tokieda, « Roll Models », The American Mathematical Monthly, vol. 120, no 3,‎ 2013, p. 265–282 (DOI 10.4169/amer.math.monthly.120.03.265, lire en ligne)
- (en) Stephen Childress, Saverio E. Spagnolie et Tadashi Tokieda, « A bug on a raft: recoil locomotion in a viscous fluid », Journal of Fluid Mechanics, vol. 669,‎ 2011, p. 527–556 (DOI 10.1017/S002211201000515X)
- (en) James Montaldi et Tadashi Tokieda, « Openness of momentum maps and persistence of extremal relative equilibria », Topology, vol. 42,‎ 2003, p. 833–844 (DOI 10.1016/S0040-9383(02)00047-2)
- (en) Hassan Aref, Paul K. Newton, Mark A. Stremler, Tadashi Tokieda et Dmitri L. Vainchtein, « Vortex Crystals », Advances in Applied Mechanics, vol. 39,‎ 2003, p. 1–79 (DOI 10.1016/s0065-2156(02)39001-x)
- (en) Tadashi Tokieda, « Tourbillons dansants », Comptes Rendus de l'Académie des Sciences, série I, vol. 333,‎ 2001, p. 943–946 (DOI 10.1016/S0764-4442(01)02162-0)
- (en) Tadashi Tokieda, « Mechanical Ideas in Geometry », The American Mathematical Monthly, vol. 105, no 8,‎ 1998, p. 697–703 (DOI 10.2307/2588986, JSTOR 2588986)
- Henri Poincaré, 1854-1912
- Null sets of symplectic capacity, 1996.
- Poincaré, l'harmonie et le chaos.
- Science à partir d'une feuille de papier, conférence du 8 février 2012.
- Tides in astronomy and astrophysics, 2013